# Memorial de Agravios (1760)
La Representación o Memorial de Agravios de 1760 fue un documento reivindicativo presentado conjuntamente por los diputados de las ciudades de Zaragoza, Valencia, Palma de Mallorca y Barcelona en representación política de los «cuatro reinos» de la extinta Corona de Aragón. 
Apunta el historiador Luis Suárez Fernández que en las Cortes convocadas al inicio del reinado de Carlos III de España, los diputados representantes de la antigua Corona de Aragón denunciaron los agravios a los que estaban sometidos desde los Decretos de Nueva Planta de Felipe V, y los remedios para solucionarlos. El catedrático de derecho público González Casanova señala que el memorial no obtuvo consideración alguna por parte de Carlos III ni tuvo la menor repercusión política. La auténtica transcendencia del memorial de agravios reside en su doble valor simbólico y sintomático: de un lado muestra el descontento existente en los territorios de la antigua Corona de Aragón con respecto a los Decretos de Nueva Planta y el uniformismo legislativo que establecieron en toda España, y de otro lado revela la voluntad de reconstrucción del organigrama institucional y del derecho público propio de los territorios de la Corona de Aragón abolido tras 1714. Por su parte el catedrático de historia contemporánea Roberto Fernández afirma que se trata de «un documento que recoge con suma claridad la fidelidad indiscutible a la dinastía al tiempo que enuncia algunas quejas y reivindicaciones que afectaban al funcionamiento del orden institucional y político impuesto por Felipe V tras la contienda sucesoria».

## Contexto y motivos del memorial de agravios
Tras el gobierno absoluto de España de dos reyes borbones, Felipe V y Fernando VI, existía expectación ante la subida al trono de Carlos III de España. Los ocho diputados de los cuatro reinos de la antigua corona de Aragón, dos por cada ciudad, entregaron al rey cuando acudieron a las Cortes convocadas para jurarle como nuevo monarca español un memorial de agravios, siguiendo así el procedimiento de los procuradores de las cortes aragonesas que lo entregaban al rey para que fuera dirimido en las cortes.

Obedeciendo, pues, a Vuestra Majestad, expondremos en esta humilde representación lo que juzgamos puede contribuir a que en el feliz reinado de Vuestra Majestad sean felices los reinos de la corona de Aragón.

En el documento se denunciaban los resultados de los Decretos de Nueva Planta, aunque en ningún caso se criticaba ni la figura de su padre del rey, Felipe V, ni la rectitud de sus intenciones, sino que los diputados justificaban el fracaso de los Decretos de Nueva Planta en una mala aplicación de una parte, así como la imposibilidad de aplicar las leyes castellanas a los reinos de la Corona de Aragón debido a un carácter —genio— diferente al de Castilla. A tal efecto se recordaba como se habían abolido el derecho público de los reinos de la Corona de Aragón, mientras se preservó el derecho privado aragonés, catalán, y mallorquín, a excepción del derecho privado valenciano que también fue abolido siendo introducido el castellano en Valencia, sin saberse la razón del porqué. En consecuencia, los diputados pedían una rectificación de la «general abolición» decretada por Felipe V, no con la voluntad de limitar la soberanía absolutista con que la familia Borbón gobernaba España, sino con la intención de adaptarlo al «genio» de los naturales de la Corona de Aragón. Las reclamaciones se centraban en el gobierno de las ciudades, que antes de los Decretos de Nueva Planta era gobernadas por sus ciudadanos elegidos en un sorteo anual, cuyos nombres entraban en las bolsas o sacos para el sorteo, lo que favorecía la implicación y participación de los ciudadanos en el gobierno de las ciudades; en cambio, tras la Nueva Planta los regidores elegidos a dedo por la familia Borbón tenían escasa voluntad de gobierno, quedando más bien reducidos a regidores honoríficos, situación que se agravaba con el poder que tenían los corregidores en el gobierno municipal, así como las Reales Audiencias, todo lo cual en un mal gobierno y en que los empleos de las ciudades aragonesas estaban ocupados por castellanos. Lo mismo ocurrían con las dignidades eclesiásticas, a pesar de los consejos que se habían dado para que se buscara al menos igual en la proporción de castellanos sobre los aragoneses. Dicho agravio era más quejoso por cuanto los aragoneses no eran señalados en modo alguno para ocupar cargos en Castilla. En tal manera pues, los diputados concluían que no era su voluntad que los aragoneses obtuvieran regalías en la Corona de Castilla, sino que «atendida, pues, la diferencias de genios, aparece muy útil, y aun necesaria, que los empleos de cada Reino se confieran a sus naturales».

## Agravios y remedios
El memorial comenzaba poniendo en tela de juicio el principio uniformista de la Nueva Planta según el cual a un rey, una ley, con la siguiente pregunta: «Algunos deben pensar que si los españoles tenemos un mismo rey, conviene que tengamos una misma ley, para que sea perfecta la harmonía, la correspondencia, y la unión de esta monarquía». Dado que la uniformidad legislativa e institucional en toda España no era conveniente debido a la diferencia de genio, dicha diferencia no supondría en ningún caso una quiebra de la unidad, y para ejemplificarlo los diputados usaron el símil de un cuerpo humano, «como el cuerpo humano no deja de ser uno, y perfecto, porque sus partes, aunque distintas y dispares, obedezcan la cabeza o el alma en la que residen», de lo cual se deducía que «así también, una y perfecta en el cuerpo de la monarquía, porque sus partes o regiones, aunque tengan leyes municipales diferentes, os obedecen y os son sujetas. Vuestra Real Voluntad, señor, es una ley suprema universal que nos une a todos, y obliga a sacrificar haciendas y vidas en defensa vuestra y del bien común». El catedrático González Casanova señala que el mismo argumento organicista de España sería usada posteriormente por el primer teórico político del catalanismo, Valentín Almirall, para justificar las diferencias legislativas entre los territorios de España.

### Restauración del sistema de gobierno municipal
Los diputados expusieron que con el sistema de Nueva Planta los regidores prácticamente no tenían competencias frente al poder de los intendentes y corregidores. Asimismo las Reales Audiencias invadían las competencias económicas del gobierno de las ciudades, y los regidores nada podían hacer ante tal situación; para agravar la situación, los que optaban a regidores, lo hacían no para el buen gobierno ciudadano, sino «una tropa de jóvenes con el título de abogados pretenden varas y mientras que se madura su pretensión solicitan alguna residencia». Ante tales desaguisados, el memorial denuncia el desprestigio y el caótico gobierno municipal, aconsejando que sería conveniente y «muy justo, Señor, que se averigüe el proceder de los que gobiernan los pueblos» para «castigar a los culpables y remediar los excesos». Pero los diputados iban más allá, y no se contentaban con denunciar los dislates de la Nueva Planta y buscarles remedio, sino que expusieron al rey la conveniencia de restaurar el sistema de gobierno municipal propio de los estados de la Corona de Aragón, y así «se excusarían los inmensos gastos e incomodidades que los naturales de aquellos reinos sufren».

### Restauración de las Diputaciones del General
El siguiente punto expuesto por los diputados era la restauración de las Diputaciones del General o Generalidad (Generalidad de Aragón, Generalidad Valenciana, Generalidad de Cataluña), recordando que cada «reino tenía sus diputados que le representaban en sus tres brazos, eclesiástico, noble y real, contribuyendo todos al beneficio común», aseverando que solamente «podrán reprobar y resistir este establecimiento aquellos ministros que aspirasen a ser absolutos en las provincias», y lamentándose de los agravios sufridos hasta entonces concluyendo que «¡Cuántas vejaciones, Señor, y cuántas calamidades se hubieran evitado en aquellos reinos, si destinándose los tributos de la Generalidad, o Diputación, a los designios para que se impusieron, hubiese habido diputados!». Los diputados advertían que la restauración de las Generalidades en la Corona de Aragón, ni atentaba contra el absolutismo, ni contra la unidad de España, sentenciando que la  «diferencia del gobierno, y de las municipales, de los reinos de España, ni se oponen en un ápice a la soberanía de Vuestra Majestad, ni a la unión entre sus vasallos». Todo ello se justificaba en última instancia en que un cuestión de diferencias antropológicas entre los españoles, dado que «siendo diferentes los climas de las provincias, y los genios de sus naturales, deben ser diferentes las leyes, para que esté bien ordenado el todo, y sea dichoso el cuerpo de esta monarquía». En suma, los diputados instaban a «la mayor necesidad de que imploremos vuestra real clemencia, pues es tan notoria la desigualdad, son tantos y tan patentes los agravios, que representando a Vuestra Majestad algunos diremos menos, de los que todos sabemos que sufrimos».

### Preferencia de los naturales para los empleos públicos
Los Decretos de Nueva Planta también abolieron el derecho de extranjería de la Corona de Aragón, razón por la cual los castellanos dejaron de ser extranjeros en la Corona de Aragón; dicha abolición fue justificada en razón de que todos los españoles podrían optar a empleos públicos tanto en Castilla como en Aragón, pero la realidad fue que los castellanos ocuparon cargos públicos en la Corona de Aragón, pero los de la Corona de Aragón no recibieron equiparación alguna en la Corona de Castilla; los diputados aragoneses denunciaron dicha discriminación en favor de los castellanos, ocupando todos los nombramientos, ya fueran civiles, ya eclesiásticos, ya militares: «siendo innumerables los empleados en las secretarías y Otras oficinas de la Corte y de las regiones, siendo tantos los corregidores», «ha faltado muy poco para la exclusión total de los naturales de la Corona de Aragón de las primeras dignidades eclesiásticas», «en la distribución de cargos Judiciales», añadiendo que «hay más de cien plazas en las Cancillerías y Audiencias» teniendo los naturales de la Corona de Aragón cerradas sus puertas; y además, en cuanto a la representación de los diferentes reinos en el Consejo de Castilla, denunciaban que no era proporcional, puesto que toda la Corona de Aragón, anexionada al Consejo de Castilla, sólo tenía un representante, mientras que los reinos de Galicia, de Asturias y de Navarra tenían dos cada uno; en fin, resumían los diputados que «esta verídica sencilla enumeración demuestra, Señor, la razón que tenemos de lamentarnos de nuestra desgracia», la cual no atribuían al padre del nuevo rey Carlos III, sino a la mala aplicación de la Nueva Planta.
Expuestos los agravios, los diputados no llegaron a pedir la restitución del derecho de extranjería, sino que se aplicase la preferencia de los naturales de la Corona de Aragón en los empleos públicos de dichos territorios: «que las dignidades de cada reino se confieran a sus naturales». Y para argumentar la preferencia de los naturales, los diputados afirmaban que «estas leyes, Señor, si bien se mira, a nadie perjudican, ni pueden considerarse privilegios exorbitantes, porque ¿qué agravio se hacía a los castellanos en darles empleos en Aragón, privándose a los aragoneses de tenerlos en Castilla?»; y para argumentarlos, recordaban que dentro de los territorios de la Corona de Aragón, los aragoneses eran extranjeros en valencia, como los catalanes lo eran en Aragón, y que las leyes de extranjería fueron aprobadas por los monarcas aragoneses dado que entendieron que era «muy justo y muy provechoso que a cada reino lo gobernaran sus propios naturales, subordinados a la suprema voluntad de sus soberanos». La razón última de todo ello volvía a fundamentarse, nuevamente, en las diferencias innatas de carácter —genio— entre los españoles, siendo los castellanos diferentes de los naturales de la Corona de Aragón: «los de una provincia tienen el genio muy diferentes de los de la otra, y aunque cada uno piensa que el suyo es el mejor, no puede negarse que conviene mucho que congenien los que mandan y obedecen, siendo insufrible para los de un genio blando, obedecer a los que le tienen duro».

### Idioma catalán/valenciano
El segundo motivo por el cual los diputados argumentaron la preferencia de los naturales de la Corona de Aragón en los empleos públicos se fundamentaba en la fe católica y la incapacidad de los castellanos para hablar correctamente el catalán/valenciano. Recordaban los diputados que en la administración de justicia los documentos escritos hasta 1714, tanto los procesos como las escrituras, estaban escritos en latín y en catalán/valenciano, idioma éste que los castellanos no tenían la capacidad para entender correctamente: «En los de Cataluña, Valencia y Mallorca los procesos, y las escrituras de los siglos pasados están en su lengua vulgar, que al cabo de tiempo entienden medianamente los Castellanos, pero jamás todas sus palabras, y menos la energía de muchas, cuyas inteligencia depende la justa decisión de los pleitos». Otro argumento que se apuntaba era que para la predicación de la fe católica, el pueblo llano de Valencia, Mallorca y Cataluña solo hablaba el catalán/valenciano y no era práctico en el castellano, de lo cual se desprendía lo necesario de nombrar a naturales para los cargos eclesiásticos de dichos territorios: «hay otras leyes que obligan a que en Cataluña, Valencia y Mallorca sean obispos y clérigos de suspensión iglesias los que nacieron o se criaron en aquellos reinos. Porque en ello se habla una lengua particular y aunque en las ciudades y villas principales muchos entiendo y hablan la castellana, con todo los labradores ni saben hablarla ni la entienden». Comparaban la situación con las Indias, donde los párrocos, para el bien de la fe, habían aprendido las lenguas de los feligreses para hacerles llegar el mensaje de Cristo: «¿Y van a ser los labradores catalanes, valencianos y mallorquines de peor condición que los indios?».